# 飛竜 (企業)
株式会社飛竜（ひりゅう）は岡山県岡山市北区に本社を置く生ラーメン、うどん、焼そば等、麺類を中心とした食品加工会社である。1941年（昭和16年）6月1日に赤木製麺工場として創業。1967年（昭和42年）に株式会社飛竜に名称変更。

## 会社概要
生ラーメン、うどん、焼そば等各種めん製品の製造販売をおこなっている。看板商品の「飛竜生ラーメン醤油味１食入」は生麺タイプの本格生ラーメンで、飽きのこないあっさりとした醤油スープが特徴。社名は「飛竜」という粉の銘柄に由来する。

## 沿革
- 1941年（昭和16年） - 赤木製麺所として、製粉、製麺の製造開始
- 1955年（昭和30年） - 製粉、製麺に即席ラーメンの製造開始
- 1966年（昭和41年） - 業務拡大の為、新工場を建設、ゆで麺機1ラインを設置
- 1967年（昭和42年） - 株式会社飛竜に名称変更、資本金250万円
- 1973年（昭和48年） - 岡山県御津郡御津町矢原460（現・岡山市北区御津矢原）に新工場建設、食品排水処理施設が完成。資本金1,000万円に増資
- 1978年（昭和53年） - 資本金3,000万円に増資
- 1980年（昭和55年） - 阪神営業所を神戸に開設する
- 1989年（平成元年） - 食品衛生優秀により岡山県知事より表彰される
- 1999年（平成11年） - 岡山市北区撫川941-1に最新鋭の新工場を建設、御津工場と統合する
- 2001年（平成13年） - 資本金6,000万円に増資